# Підгаєцька міська рада
Підга́єцька міська́ ра́да — адміністративно-територіальна одиниця та орган місцевого самоврядування в Підгаєцькому районі Тернопільської області. Адміністративний центр — місто Підгайці.

## Загальні відомості
- Територія ради: 3,14 км²
- Населення ради: 2 866 осіб (станом на 1 липня 2013 року)
- Територією ради протікає річка Коропець

## Населені пункти
Міській раді підпорядковані населені пункти:
- м. Підгайці

## Склад ради
Рада складається з 20 депутатів та голови.
- Голова ради: Левкович Тетяна Володимирівна
- Секретар ради: Шркум Оксана Володимирівна

### Керівний склад попередніх скликань
| Прізвище, ім'я, по батькові     | Основні відомості                                                                         | Дата обрання | Дата звільнення |
| ------------------------------- | ----------------------------------------------------------------------------------------- | ------------ | --------------- |
| Колодницький Дмитро Зіновійович | Міський голова, 1955 року народження, безпартійний                                        | 26.03.2006   | 31.10.2010      |
| Левкович Тетяна Володимирівна   | Міський голова, 1965 року народження, освіта вища, Всеукраїнське об'єднання «Батьківщина» | 31.10.2010   |                 |

Примітка: таблиця складена за даними сайту Верховної Ради України

### Депутати
За результатами місцевих виборів 2010 року депутатами ради стали:

#### За суб'єктами висування
| Суб'єкт висування                                       | Кількість обраних депутатів | %  |
| ------------------------------------------------------- | --------------------------- | -- |
| Політична партія Всеукраїнське об'єднання «Батьківщина» | 10                          | 50 |
| Політична партія «Фронт Змін»                           | 5                           | 25 |
| Партія регіонів                                         | 2                           | 10 |
| Політична партія Всеукраїнське об'єднання «Свобода»     | 1                           | 5  |
| Політична партія «Наша Україна»                         | 1                           | 5  |
| Самовисування                                           | 1                           | 5  |

#### За округами
| № округу                                                | Прізвище, ім'я, по батькові   | Дата визнання обраним | Освіта             | Партійна приналежність                        | Відомості про обраного депутата                                           |
| ------------------------------------------------------- | ----------------------------- | --------------------- | ------------------ | --------------------------------------------- | ------------------------------------------------------------------------- |
| Партія регіонів                                         |                               |                       |                    |                                               |                                                                           |
| б/м                                                     | Матійців Валентина Петрівна   | 04.11.2010            | вища               | позапартійна                                  | Підгаєцька центральна комунальна районна лікарня, акушер-гінеколог        |
| б/м                                                     | Пюрко Валентина Петрівна      | 04.11.2010            | вища               | позапартійна                                  | Підгаєцьке відділення Бережанської МДПІ, інспектор відділу збору податків |
| Політична партія Всеукраїнське об'єднання «Батьківщина» |                               |                       |                    |                                               |                                                                           |
| б/м                                                     | Хрущик Роман Богданович       | 04.11.2010            | вища               | член Всеукраїнського об'єднання «Батьківщина» | приватний підприємець, директор                                           |
| б/м                                                     | Шкрум Оксана Володимирівна    | 04.11.2010            | середня            | член Всеукраїнського об'єднання «Батьківщина» | приватний підприємець, директор                                           |
| б/м                                                     | Садовський Сергій Богданович  | 04.11.2010            | вища               | член Всеукраїнського об'єднання «Батьківщина» | приватний підприємець, директор                                           |
| б/м                                                     | Хрущик Ганна Богданівна       | 04.11.2010            | вища               | член Всеукраїнського об'єднання «Батьківщина» | тимчасово не працює                                                       |
| 1                                                       | Баран Ігор Іванович           | 04.11.2010            | вища               | член Всеукраїнського об'єднання «Батьківщина» | Підгаєцька ЦКРЛ, лікар-анастезіолог                                       |
| 2                                                       | Папіш Віра Ізидорівна         | 04.11.2010            | вища               | позапартійна                                  | Райффайзен банк «Аваль», головний економіст                               |
| 5                                                       | Матвійчак Іван Михайлович     | 04.11.2010            | вища               | член Всеукраїнського об'єднання «Батьківщина» | Товариство Укртелеком, електрик-монтер                                    |
| 8                                                       | Камалієв Микола Олександрович | 04.11.2010            | середня спеціальна | член Всеукраїнського об'єднання «Батьківщина» | приватний підприємець                                                     |
| 9                                                       | Войтович Микола Олегович      | 04.11.2010            | вища               | позапартійний                                 | студент                                                                   |
| 10                                                      | Бережна Наталія Володимирівна | 04.11.2010            | вища               | позапартійна                                  | Підгаєцька комунальна аптека, аптекар                                     |
| Політична партія Всеукраїнське об'єднання «Свобода»     |                               |                       |                    |                                               |                                                                           |
| б/м                                                     | Хиляк Йосип Степанович        | 04.11.2010            | вища               | член Всеукраїнського об'єднання «Свобода»     | тимчасово не працює                                                       |
| Політична партія «Наша Україна»                         |                               |                       |                    |                                               |                                                                           |
| б/м                                                     | Йопик Григорій Теодозійович   | 04.11.2010            | вища               | позапартійний                                 | Підгаєцько-Бережанське лісництво, майстер лісу                            |
| Політична партія «Фронт Змін»                           |                               |                       |                    |                                               |                                                                           |
| б/м                                                     | Мирний Андрій Юліанович       | 04.11.2010            | вища               | член Політичної партії «Фронт Змін»           | приватний підприємець                                                     |
| б/м                                                     | Керницька Катерина Іванівна   | 04.11.2010            | вища               | член Політичної партії «Фронт Змін»           | Підгайці РБТІ, начальник                                                  |
| 3                                                       | Галадза Руслан Зіновійович    | 04.11.2010            | вища               | член Політичної партії «Фронт Змін»           | Підгаєцька РДА фінансовий відділ, начальник комп'ютерного набору          |
| 4                                                       | Винник Остап Богданович       | 04.11.2010            | вища               | член Політичної партії «Фронт Змін»           | приватний підприємець                                                     |
| 7                                                       | Корпан Михайло Зеновійович    | 04.11.2010            | вища               | член Політичної партії «Фронт Змін»           | Підгайці АЗС, майстер                                                     |
| Самовисування                                           |                               |                       |                    |                                               |                                                                           |
| 6                                                       | Мороз Іван Юрійович           | 30.12.2014            | вища               | позапартійний                                 | Управління ДСНС України в Тернопільській області, пожежний рятувальник    |